# Вулкан (Кемеровская область)
Вулкан — упразднённый посёлок в Беловском городском округе Кемеровской области России. Исключён из учётных данных в 2000 году. Фактически включен в состав посёлка станции Дуброво.

## География
Вулкан располагался на правом берегу реки Бускускан, в месте впадения в нее безымянного ручья, на расстоянии приблизительно 1 км по прямой к юго-западу от окраины посёлка Дуброво. В настоящее время представляет собой улицу Вулканскую посёлка Дуброво.

## История
Законом Кемеровской области от 25 октября 2000 года № 708 посёлок исключен из учётных данных.

## Население
| 1970 | 1979 | 1989 |
| ---- | ---- | ---- |
| 31   | ↘17  | ↘0   |